# ジェロカルネ
ジェロカルネ（イタリア語: Gerocarne）は、イタリア共和国カラブリア州ヴィボ・ヴァレンツィア県にある、人口約2,100人の基礎自治体（コムーネ）。

## 地理

### 位置・広がり

#### 隣接コムーネ
隣接するコムーネは以下の通り。
- アレーナ
- ダサ
- ディナーミ
- フランチカ
- ミレート
- セッラ・サン・ブルーノ
- ソリアネッロ
- ソリアーノ・カーラブロ
- スパードラ
- ステファナーコニ

## 行政

### 分離集落
ジェロカルネには、以下の分離集落（フラツィオーネ）がある。
- Ariola, Ciano, Sant'Angelo